# I Can’t Stop Me
«I Can’t Stop Me» — песня, записанная южнокорейской гёрл-группой Twice. Была выпущена 26 октября 2020 года лейблами JYP Entertainment и Republic Records в качестве главного сингла в поддержку второго студийного альбома коллектива. Авторами песни стали A Wright, Пак Чин Ён, Мелани Фонтана, Мишель Шульц и Шим Ын Чжи; спродюсирована A Wright. «I Can’t Stop Me» — песня в жанре синтвейв и диско-поп, вдохновлённая музыкой 80-х годов и имеющая ретро-звучание. Лирически композиция отображает границы между хорошими и плохими непреодолимыми желаниями.
Видеоклип, снятый Ли Чжи Бэком, был выпущен одновременно с синглом. За первые сутки он набрал 18,9 миллиона просмотров, что стало одним из лучших результатов в карьере группы. В рамках промоушена «I Can’t Stop Me» Twice выступали на музыкальных шоу, преимущественно на M!Countdown, Music Bank, Music Core и Inkigayo.

## Предпосылки и релиз
1 июня 2020 года Twice выпустили девятый мини-альбом, который стал не только самым продаваемым в их карьере, но и одним из самых продаваемых среди женских корейских групп в истории. Из-за успеха релиза JYP подтвердил, что Twice вернутся на сцену в октябре с новым альбомом, приуроченном к пятилетию коллектива со дня дебюта. 11 октября был представлен трек-лист, где «I Can’t Stop Me» была отмечена в качестве главного сингла; текст написали A Wright, Пак Чин Ён, Мелани Фонтана, Мишель Шульц и Шим Ын Чжи, продюсером выступил Шульц. Сингл был выпущен 26 октября для цифровой загрузки и стриминга.

## Композиция
«[Песня] изображает опасность и тревогу, которые приходят от нахождения на границе между хорошим и плохим. Она также захватывает провокационную атмосферу, которая смело пересекает черту, и я чувствую, что многие люди будут удивлены, увидев новых Twice, которых они никогда раньше не видели.»
«I Can’t Stop Me» была описана как песня в жанре синтвейв и диско-поп, вдохновлённая музыкой 80-х годов и имеющая ретро-звучание. Twice впервые попробовали подобное звучание, и оно послужило основой для концепции всего альбома. Лирически композиция говорит о конфликте и двойственности хорошего и плохого в неконтролируемых желаниях. Песня написана в тональности ля-диез минор с темпом 150 ударов в минуту и продолжительностью в 3 минуты 25 секунд.

## Промоушен
26 октября, в день выхода альбома, Twice провели специальную трансляцию на YouTube, где исполнили новые песни. C 29 октября стартовал промоушен на музыкальных шоу, где помимо «I Can’t Stop Me» исполнялся би-сайд трек «Up No More». Они также выступали на Music Bank, Music Core, Inkigayo и Show Champion.
30 ноября была выпущена английская версия песни, и тот же день Twice выступили на шоу Стефана Колберта, что стало их дебютным выступлением на американском телевидении.

## Музыкальное видео
Видеоклип на «I Can’t Stop Me» был опубликован 26 октября в 18:00 по корейскому времени. Ранее все музыкальные видео Twice (за исключением японских релизов) снимала творческая студия Naive Production, однако после многочисленных жалоб со стороны поклонников на качество выпускаемого материала, режиссёрское кресло сменилось, и «I Can’t Stop Me» был снят под руководством Ли Чжи Бэка, который ранее работал с Got7, Beenzino и Зико. На протяжении всего видеоряда Twice исполняют хореографию на фоне различных локаций, среди которых разноцветный каньон, подземная станция метро и огромный лотос. Было отмечено, что наряды из финальной сцены, где участницы едут на поезде, по стилистике напоминает костюм из комедии «Бестолковые» (1995), в котором ходила героиня Алисии Сильверстоун.
Танцевальное видео было публиковано 1 ноября.

## Награды и номинации
| Программа     | Дата                | Ссылка |
| ------------- | ------------------- | ------ |
| Show Champion | 4 ноября 2020 года  | [ 29 ] |
| M Countdown   | 5 ноября 2020 года  | [ 30 ] |
| M Countdown   | 12 ноября 2020 года | [ 31 ] |
| Music Bank    | 6 ноября 2020 года  | [ 32 ] |
| Inkigayo      | 8 ноября 2020 года  | [ 33 ] |
| Inkigayo      | 15 ноября 2020 года | [ 34 ] |

## Творческая группа
Информация взята с Tidal.
- Twice — вокал
- Мишель Шульц — текст, продюсирование, программирование, бас-гитара, синтезатор
- A Wright — текст
- Мелани Фонтана — текст
- Пак Чин Ён — текст
- Шим Ын Чжи — текст, руководитель процесса записи, цифровое редактирование
- PERRIE — бэк-вокал
- Чхве Хё Чжин — звукорежиссёр, сведение
- Эом Сэ Хи — звукорежиссёр
- Пак Ын Чон — звукорежиссёр
- Ли Сан Ёп — цифровой редактор
- Тони Мазерати — сведение
- Дэвид Ён Хён — ассистент по сведению
- Крис Галлахер — мастеринг

## Чарты
| Чарт (2020)                               | Высшая позиция |
| ----------------------------------------- | -------------- |
| Мир (Billboard Global 200)                | 31             |
| Япония (Japan Hot 100)                    | 5              |
| Япония (Oricon)                           | 9              |
| Малайзия (RIM)                            | 4              |
| Новая Зеландия (RMNZ)                     | 13             |
| Сингапур (RIAS)                           | 2              |
| Республика Корея (Gaon Digital Chart)     | 8              |
| Республика Корея (Korea K-Pop Hot 100)    | 5              |
| Великобритания (OCC UK Indie)             | 50             |
| США (World Digital Song Sales, Billboard) | 1              |

## История релиза
| Страна        | Дата                 | Формат                     | Лейбл        | Ссылка |
| ------------- | -------------------- | -------------------------- | ------------ | ------ |
| По всему миру | 26 октября 2020 года | Цифровая загрузка Стриминг | JYP Republic | [ 46 ] |